# Takurt
La takurt (in berbero: "palla"; in arabo: kura) è un gioco di squadra tradizionale del Nordafrica, a metà strada tra il calcio e l'hockey. (altri nomi: asheffar, iqashi, ddabekh, taghwlalt, akhwnash, ...)
È un gioco tuttora praticato, anche se in regresso rispetto al moderno calcio (takurt uḍar). Accanto alla componente ludica del gioco vi era — e tuttora spesso vi è — una forte componente rituale, dal momento che solitamente esso veniva (viene) praticato per ottenere la pioggia in primavera e in periodi di siccità.
Molti elementi sottolineano questo aspetto rituale. Per cominciare, la palla usata era in molti casi costituita da lana, stracci o altro avvolti nella pelle del bue sacrificato in autunno per propiziare la semina; qualche volta si usa invece una rotula dello stesso animale (non mancano peraltro palle  fatte con altri materiali, soprattutto sughero).
Interessante anche la scelta dei giocatori. Se in molti casi non vi sono restrizioni particolari ed al gioco partecipano semplicemente uomini e/o ragazzi puberi dello stesso villaggio, in diverse regioni, soprattutto in Marocco, il gioco era addirittura riservato ai religiosi, tolba, e in Cabilia si conoscono molti casi di partecipazione di marabutti, inseriti in numero uguale nelle due squadre per ripartire equamente la loro baraka (potenza benefica). In alcune località (regione di Tacheta, Algeria; oasi di Tidikelt) le squadre sono formate da celibi contro sposati, e in ciò Servier ravvisa «l'opposizione dei due principi: sterilità e fecondità» (1985: 290). In altri casi (Ras el-Oued, Marocco) si tratta di una squadra di uomini contro una di donne.
Riguardo alla partecipazione femminile, essa è tutt'altro che sporadica, anche se oggi in regresso: si osserva infatti che il gioco viene praticato da squadre di donne a Tajgalt (regione di Marrakesh), e addirittura, presso gli Ait Warain e presso i Tsoul (Marocco) le donne lo giocavano tra loro in una località appartata interamente nude. Un analogo uso, oggi in disuso ma ancora presente nella memoria degli anziani è stato ben descritto da H. Genevois (1978: 396, 400) per la regione degli At Ziki (Cabilia), dove il gioco, denominato zerzari, veniva effettuato al termine delle cerimonie di rogazione della pioggia dette della «fidanzata di Anzar».
Quanto alle regole del gioco, esse variano da regione a regione. A volte la palla è calciata solo coi piedi, a volte usando anche bastoni a mo' di mazze da hockey. In certi casi la partita è tra due squadre, in certi altri vi è una situazione di "uno contro tutti". Scopo del gioco è comunque sempre quello di far entrare la palla in un buco nel terreno.
Caratteristica del gioco è una certa foga da parte dei giocatori, per cui le partite spesso finiscono con feriti, anche gravi (per questo motivo il gioco veniva a volte proibito dalle autorità dei villaggi e limitato alle sole occasioni rituali della siccità). D'altra parte, l'effusione di sangue come mezzo per favorire la pioggia è un elemento ben noto nella storia delle credenze religiose. Non è, infatti, escluso che il gioco attualmente praticato sia già un'evoluzione rispetto a veri e propri scontri cruenti praticati in epoche più antiche.